# Campionati africani di nuoto 2018
I XIII Campionati africani di nuoto (in inglese 13th CANA Swimming & Open Water Championships) si svolsero dal 10 al 16 settembre 2018 ad Algeri, in Algeria.

## Discipline
In programma, complessivamente, si sono svolte 42 gare di nuoto e 2 di nuoto di fondo, per un complessivo di 44 eventi.
| Disciplina     | Masc. | Femm. | Miste | Tot. |
| -------------- | ----- | ----- | ----- | ---- |
| Nuoto          | 20    | 20    | 2     | 42   |
| Nuoto di fondo | 1     | 1     | -     | 2    |
| Totale         | 21    | 21    | 2     | 44   |

## Sedi di gara
Le gare di nuoto si disputarono presso il Complesso olimpico Mohamed Boudiaf di Algeri, mentre quelle di nuoto di fondo presso il Lago Boukourdane.

## Paesi partecipanti
Parteciparono all'edizione atleti proveinti da 31 distinti Paesi.
- Algeria
- Angola
- Benin
- Botswana
- Burkina Faso
- Burundi
- Capo Verde
- Gibuti
- Egitto
- Gambia
- Ghana
- Guinea
- Kenya
- Libia
- Madagascar
- Malawi
- Mauritius
- Marocco
- Mozambico
- Niger
- Ruanda
- Senegal
- Seychelles
- Sudafrica
- Sudan
- eSwatini
- Togo
- Tunisia
- Uganda
- Zambia
- Zimbabwe

## Medagliere
La nazione ospitante è evidenziata
| Posizione | Paese     | Oro | Argento | Bronzo | Totale |
| --------- | --------- | --- | ------- | ------ | ------ |
| 1         | Egitto    | 28  | 14      | 6      | 48     |
| 2         | Sudafrica | 12  | 18      | 10     | 40     |
| 3         | Algeria   | 3   | 6       | 13     | 22     |
| 4         | Tunisia   | 1   | 3       | 8      | 12     |
| 5         | Marocco   | 0   | 2       | 4      | 6      |
| 6         | Mauritius | 0   | 1       | 1      | 2      |
| 6         | Zambia    | 0   | 1       | 1      | 2      |
| Totale    | Totale    | 44  | 45      | 43     | 132    |